# Peter Mayle
Peter Mayle (14. června 1939 Brighton – 18. ledna 2018 Ménerbes, Francie) byl britský spisovatel humoristických románů, cestopisů a naučné literatury.

## Život
Narodil se jako nejmladší ze tří dětí v Anglii, ale rodina se brzy přestěhovala na Barbados, kde byl otec koloniálním úředníkem a Peter tam v 16 letech ukončil školu. Kariéru začal roku 1955 jako číšník a řidič autobusu, od roku 1957 byl zaměstnán v londýnské kanceláři společnosti Shell Oil a dále ve společnosti Papert Koenig, jako manažer a textař v jejich reklamních pobočkách v USA a v Londýně. V 70. letech začal psát první populárně vzdělávací knihy pro mládež i pro dospělé, přispíval svými fejetony a povídkami do časopisů a přestěhoval se do Devonu. V roce 1985 se vzdal svého zaměstnání a v roce 1987 se přestěhoval do Provence, kde si dal zrekonstruovat starý statek v Ménerbes a začal tam psát knihy o životě, kultuře a mentalitě obyvatel jižní Francie. Zvláštní pozornost věnoval oslavě krajiny jižní Francie (Luberon).
Napsal 42 románů a novel, převážně humoristických, cestopisných a gastronomických a autobiografickými prvky, někdy s kriminální zápletkou. Jeho práce byly přeloženy do více než 20 jazyků, z nich dvě nejúspěšnější (Můj rok v Provenci, Vždy v Provenci) byly tak populární a adresné popisem vesnic v departementu Vaucluse (Lourmarin, Ménerbes), že autor před návštěvami dotěrných čtenářů v roce 1997 uprchl a odstěhoval se na Long Island v New Yorku. Po kratší době se však vrátil zpět na jih Francie. Zemřel v nemocnici nedaleko svého domu.. Ze dvou manželství měl tři syny a dvě dcery.

## Ocenění
- 1989 – britská cena za nejlepší cestopis roku
- 1992 – britská cena pro nejlepšího spisovatele roku
- 2002 – Rytíř Řádu čestné legie

## Romány (výběr)
- My Year in Provence; česky Rok v Provenci; také britský TV seriál z roku 1993
- Toujours in Provence; česky Provence navždy
- Encore in Provence; česky Znovu v Provenci
  - v češtině vyšly souborně pod titulem  3 x Provence, přeložil Paul Millar, vydalo Argo Praha 2015

- Hotel Pastis, stejný titul v češtině, přeložil Paul Millar; vydala Olympia Praha 2004; dramatizace: Český rozhlas Dvojka, Praha 2020, četl Aleš Procházka, režie Dimitrij Dudík.
- My 25 years in Provence; česky Mých 24 let v Provenci, přeložil Paul Millar, vydalo Argo Praha 2019
- Marseille Caper; česky Podfuk v Marseille, přeložil Paul Millar, vydala Olympia Praha 2013